# Nicolae Roșca (episcop)
Nicolae Roșca (n. 16 august 1967, Măgurele, raionul Ungheni, RSS Moldovenească, URSS) este un arhiereu al Bisericii Ortodoxe din Moldova, episcop de Ceadîr-Lunga și vicar al Eparhiei de Comrat și Cahul. El ocupă, în același timp, funcția de duhovnic-administrator al Mănăstirii Ciuflea din Chișinău.

## Biografie
S-a născut la 16 august 1967 în satul Măgurele, raionul Ungheni, RSS Moldovenească, din părinții Nicolae și Liubovi, primind la botez numele Teodor.
După cursurile primare de 8 clase cu mențiune din satul natal (anul 1982), a urmat Colegiul Pedagogic de Muzică din Chișinău (1982-1986), instituție absolvită cu diplomă roșie, după care a urmat un an de studii la Conservatorul de Stat din Chișinău (1986-1987).
În anul 1987 a urmat transferul la școala academică de arte „S. Stanislavski și V. Nemirovici-Dancenko” din Moscova.
Între anii 1988-1989 a urmat serviciul militar în termen în Armata Sovietică (ansamblul militar de muzică al trupelor militare sovietice dislocate în Germania de Est).
Între anii 1989-1990 a urmat studii teologice la Școala Teologică din Chișinău, iar din anul 1992 a urmat cursurile Seminarului Teologic din Moscova.
În anul 1989, la sărbătoarea Icoanei Maicii Domnului „Tuturor Scârbiților”, a fost hirotonit în treapta de Diacon, iar în anul 1990, în Săptămâna Luminată, de sărbătoarea Icoanei Maicii Domnului „Izvorul Tămăduirilor”, a fost hirotonit Preot de către Arhiepiscopul Chișinăului și al Moldovei, ÎPS Vladimir.
La 17 septembrie 1991 a fost numit prin Decret Eparhial cleric al Catedralei Arhiepiscopale „Sf. Mare Mucenic Teodor Tiron” din Chișinău, iar la 2 iunie 1992 a fost numit paroh-adjunct.
Începând cu anul 1990, până astăzi, a îndeplinit mai multe ascultări de răspundere în cadrul Bisericii Ortodoxe din Republica Moldova.
Din 27 mai 1997 până la 3 aprilie 2000 a fost Secretar al Mitropoliei Chișinăului și a întregii Moldove.
Din 28 mai 1997 până în 2011 a fost Președinte al Departamentului Relații Externe al Bisericii Ortodoxe din Moldova.
În 1997 a devenit membru al primului Sinod al Bisericii Ortodoxe din Moldova.
Între 8-11 februarie 1997 a fost membru în cadrul Delegației Bisericii Ortodoxe Ruse la convorbirile cu reprezentații Patriarhiei Române, în cazul „Mitropolia Basarabiei”.
Între 20 iunie și 4 iulie 1997 a fost membru în cadrul Delegației Bisericii Ortodoxe Ruse la întâlnirea tineretului ortodox din orașul Graz, Austria, și la cea de-a doua rundă de convorbiri cu reprezentații Patriarhiei Române, în cazul „Mitropolia Basarabiei”.
Din 1997 până în prezent este redactor-șef al publicației periodice „Clopotnița Moldovei”.
Din 27 iunie 2001 până în prezent este preot-militar în cadrul Ministerului Afacerilor Interne al RM și Președinte al Departamentului Mitropolitat Activitate Pastorală în MAI și Organele de Drept.
La 8 august 2002, în legătură cu reorganizarea Catedralei Sf. Mr. Mc. Teodor Tiron din Chișinău în mănăstire, prin Decret mitropolitan, a fost numit duhovnic-administrator al Mănăstirii „Sf. M. Mc. Teodor Tiron” – Ciuflea.
Între 2002-2007 a studiat la Facultatea de Drept, Universitatea de Studii Europene din Chișinău, obținând licența în drept.
Între 2007-2008 a urmat studii postuniversitare de masterat la Facultatea de Drept, Universitatea de Studii Europene din Chișinău, obținând masteratul în Drept Penal.
În 2009 a fost delegat la Soborul local al Bisericii Ortodoxe Ruse din partea Bisericii Ortodoxe din Moldova.
În 2009 a fost membru cu drept de vot la alegerea și înscăunarea actualului Patriarh al BORu, SS Kiril.
Între 2009-2011 a urmat cursurile de perfecționare la școala doctorală „Sf. Kiril și Metodiu”, Catedra relații bisericești externe.
La 7 aprilie 2013, de sărbătoarea Buneivestiri, a fost tuns în monahism cu numele Nicolae, în cinstea Sf. Irh Nicolae, Făcătorul de Minuni, de către ÎPS Vladimir, Mitropolit al Chișinăului și al întregii Moldove.
În 2016, în urma reorganizării Departamentelor mitropolitane în Sectoare Sinodale, a fost desemnat în funcția de președinte al Sectorului Sinodal Activitate Pastorală în MAI și Organele de Drept.
În 2017 a urmat cursuri postuniversitare de perfecționare în domeniul Apărării și Securității Naționale în cadrul Academiei Militare „Alexandru cel Bun” din Chișinău.
La data de 7 aprilie 2024, este hirotonit în treapta de episcop, în catedrala mitropolitană,, Nașterea Maicii Domnului,, din Chișinău, cu denumirea Episcop de Ciadîr-Lunga, vicar al Eparhiei de Comrat și Cahul din cadrul Bisericii ortodoxe din Moldova.
A vizitat de mai multe ori, în calitate de pelerin și organizator de pelerinaje, Țara Sfântă, Grecia, Sf. Munte Athos, Rusia, Ucraina, Belarus, Bulgaria, Cipru, România, Italia, Franța și alte țări.
A participat activ la deschiderea și organizarea primelor parohii ortodoxe moldovenești în Italia, pentru necesitățile duhovnicești ale confraților de credință aflați peste hotare.
Pe parcursul activității sale pastorale, a fost decorat cu cele mai înalte distincții bisericești și statale.

## Decorații clericale
Decorații clericale:
1990 – Bedernița;
1990 – Scufia;
1991 – Camilafca;
1992 – Cruce de aur;
1993 – Protoiereu;
1994 – Paliță;
1994 – Cruce cu pietre scumpe;
1994 – Mitră;
1995 – Ușile Împărătești deschise până la Heruvic;
1996 – Ușile Împărătești deschise până la Tatăl Nostru.
După tunderea în călugărie de către ÎPS Mitropolit Vladimir, conform practicii stabilite se retrag toate decorațiile preoțești. Astfel, le-a reprimit:
2013 – Cruce de aur, Paliță și Cruce cu pietre scumpe;
2014 – Arhimandrit;
2016 – Ușile Împărătești deschise până la Heruvic și până la Tatăl Nostru.
2024- Arhieria 

## Distincții bisericești și statale
Distincții bisericești:
12 iulie 1990  – Gramotă mitropolitană;
5 iunie 2000 – Diplomă mitropolitană;
16 august 2002 – Diplomă mitropolitană;
1996 – Medalia Bisericii Ortodoxe Ruse în cinstea Sf. Binecr. Kneaz Daniil al Moscovei;
1997 – Ordinul Bisericii Ortodoxe Ruse în cinstea Sf. Binecr. Kneaz Vladimir, gr. III;
1998 – Ordinul Bisericii Ortodoxe Ruse în cinstea Sf. Cuv. Serghie de Radonej, gr. III;
2002 – Ordinul Bisericii Ortodoxe Ruse în cinstea Sf. Binecr. Kneaz Daniil al Moscovei, gr. III;
2006 – Ordinul Bisericii Ortodoxe din Moldova în cinstea Sf. Cuv. Paisie Velicicovski, gr. II;
2008 – Ordinul Bisericii Ortodoxe din Moldova în cinstea Sf. Binecredincios Ștefan cel Mare, gr. II;
10 mai 2013 – Ordinul „Meritul Bisericesc”, gr. II;
21 iulie 2015 – Ordinul „Meritul Bisericesc”, gr. I;
2010 – Ordinul Bisericii Ortodoxe din Ucraina în cinstea Cuv. Nestor Cronicarul;
2012 – Ordinul Bisericii Ortodoxe din Ucraina în cinstea Icoanei Maicii Domnului de la Poceav;
2012 – Ordinul Bisericii Ortodoxe din Ucraina în cinstea Sf. Binecredincios Kneaz Vladimir, gr. II;
2012 – Medalia Episcopiei de Cahul și Comrat în cinstea Sf. Mare Mucenic Gheorghe;
2012 – Medalia Episcopiei de Ungheni și Nisporeni în cinstea Sf. Binecredincios Kneaz Alexandru Nevski, gr. I;
2013 – Medalia Episcopiei de Edineț și Briceni în cinstea Sf. Irh. Vasile cel Mare, gr. II;
2013 – Ordinul Bisericii Ortodoxe din Ucraina în cinstea Sf. Ierarh Teodosie din Cernigov;
2013 – Ordinul Bisericii Ortodoxe din Ucraina în cinstea Sf. Apostol Andrei cel Întâi chemat;
2013 – Ordinul Bisericii Ortodoxe din Ucraina în cinstea Sf. Apostol Ioan Teologul, gr. I;
2013 – Medalia eparhială Mitropolitul Gavriil Bănulescu-Bodoni;
2014 – Ordinul Bisericii Ortodoxe din Grecia, în cinstea Sf. Irh Nicolae;
2014 – Medalia eparhială ÎPS Mitropolit Vladimir – 25 ani la cârma Bisericii Ortodoxe din Moldova;
2015 – Ordinul Bisericii Ortodoxe din Ucraina – pentru Merite Bisericești;
2016 – Insigna  ”Preot militar”.
2017 –Medalia Episcopiei de Edineț și Briceni în cinstea Sfântului și  Dreptului Nicodim;
2017 – Medalia Eparhiei de Neftekamsk în cinstea Icoaneii Maicii Domnului (Bugabașskaia);
Distincții statale:
2000 – Medalia ”Meritul Civic”;
2002 – Insigna „Pentru merite II”, Ministerul Afacerilor Interne, Departamentul Trupelor de Carabinieri;
2005 – Ordinul de Onoare;
2005 – Medalia ”Crucea pentru merite”, gr. II, Ministerul Afacerilor Interne al RM;
2006 – Insigna aniversară 15-ani Poliția Națională;
2007 – Medalia ”Crucea pentru merite”, gr. I, Ministerul Afacerilor Interne al RM;
2008 – Insigna „Pentru merite I”, Ministerul Afacerilor Interne, Departamentul trupelor de carabinieri;
2010 – Medalia „Pentru vitejie în situații excepționale”. (Serviciul Protecție Civilă și Situații excepționale al MAI);
2011 – Insigna aniversară 20-ani Poliția Națională;
2011  – Medalia aniversară 20-ani Trupele de Carabinieri;
2016 – Medalia aniversară 25-ani Trupele de Carabinieri;
2017 – Ordinul Recunoștinței, nr. 21, 16 august 2017.
2017 – Crucea Pentru Merit de clasa II a DTC MAI
2017 – Insigna recunoștinței a Serviciului Paza de Stat a MAI
2017 – Medalia de excelență „Ion Gheorghe Ciorescu”, Primaria Comunei Ciorescu.
2017 – Diplomă de Onoare a Președintelui RM pentru merite în opera de renaștere spirituală și moarlă a societății, contribuție la promovarea valorilor creștin-ortodoxe.